# Diaphractus assimilis
Diaphractus assimilis är en spindelart som beskrevs av Albert Tullgren 1910. Diaphractus assimilis ingår i släktet Diaphractus och familjen plattbuksspindlar. Inga underarter finns listade i Catalogue of Life.